# كلية مركز فنون التصميم
كلية مركز فنون التصميم (بالإنجليزية: ArtCenter College of Design)‏ هي كلية فنون خاصة في باسادينا، كاليفورنيا.

## التاريخ
تأسست كلية مركز فنون للتصميم في عام 1930 في وسط مدينة لوس أنجلوس باسم مدرسة مركز الفنون.
في عام 1935، أسس فريد آر آرتشر قسم التصوير الفوتوغرافي، وكان أنسيل آدامز مدرسًا ضيفًا في أواخر الثلاثينيات. أثناء وبعد الحرب العالمية الثانية، أدار الكلية برنامجًا توضيحيًا تقنيًا بالاشتراك مع معهد كاليفورنيا للتكنولوجيا.
في عام 1947، أدى الازدهار الذي شهده الطلاب بعد الحرب إلى توسيع المدرسة إلى موقع أكبر في مبنى مدرسة كامنوك السابقة للبنات في حي هانكوك بارك، مع الحفاظ على وجودها في موقعها الأصلي في وسط المدينة.
بدأت المدرسة في منح درجتي البكالوريوس والماجستير في الفنون في عام 1949، وتم اعتمادها بالكامل من قبل الرابطة الغربية للمدارس والكليات في عام 1955.
في عام 1965، غيرت المدرسة اسمها إلى (Art Center College of Design).
توسعت المدرسة في برامجها، بما في ذلك برنامج الأفلام في عام 1973.
انتقلت المدرسة إلى الحرم الجامعي هيلسايد في باسادينا في عام 1976.
أدارت المدرسة مركز فنون التصميم الأوروبي في فيفي، سويسرا من 1986 إلى 1996.
في عام 2003، تم منح الكلية وضع منظمة غير حكومية من قبل إدارة الأمم المتحدة للمعلومات العامة.
افتتحت الكلية الحرم الجامعي الجنوبي في باسادينا في عام 2004.
في عام 2019، كشف الكلية أنهم تجاوزوا هدفهم البالغ 100 مليون دولار عندما بدأت حملة جمع التبرعات للحصول على منح دراسية إضافية وتوسيع الحرم الجامعي الجنوبي في عام 2011. جمعت الكلية 124 مليون دولار من أكثر من 7000 مساهمة.
احتفلت الكلية بعيدها التسعين في 16 أبريل 2020. تم تأجيل الاحتفال المخطط بسبب جائحة الفيروس التاجي.

## أكاديمية
تقدم الكلية برامج البكالوريوس والدراسات العليا في مجموعة متنوعة من مجالات الفن والتصميم، بالإضافة إلى البرامج العامة للأطفال وطلاب المدارس الثانوية، والدراسات المستمرة للبالغين في منطقة مترو لوس أنجلوس. إنها واحدة من المدارس القليلة التي تقدم درجة علمية في التصميم التفاعلي. الكلية لها حرمين جامعيين في باسادينا؛ كلاهما يعتبر معماريا بارزا.[مِن قِبَل مَن؟]

بنت الكلية سمعته كمدرسة مهنية، حيث قام بإعداد قضايا العائدين للعمل في مجالات الفنون التجارية وبدأت في منح الدرجات العلمية في عام 1949. تقديراً لالتزام الكلية بمعالجة القضايا الاجتماعية والإنسانية من خلال التصميم، شهد عام 2003 أن أصبحت الكلية أول كلية تصميم تحصل على وضع المنظمات غير الحكومية (منظمة غير حكومية) من قبل الأمم المتحدة.
شعار الكلية عبارة عن دائرة برتقالية، تُعرف أيضًا باسم "ArtCenter Dot"، والتي كانت جزءًا من هوية المدرسة منذ إنشائها.
تم اعتماد الكلية من قبل الرابطة الغربية للمدارس والكليات والرابطة الوطنية لمدارس الفن والتصميم.

### الترتيب
بينما لا يتم تضمين مدارس الفن والتصميم بانتظام في التصنيفات الجامعية النموذجية مثل «يو إس نيوز آند وورد ريبورت»، تم الاعتراف بالكلية من قبل عدد من المنشورات الوطنية والصناعية. يتم تصنيف برامج التصميم الصناعي للطلبة الجامعيين والخريجين بالكلية باستمرار في المرتبة الأولى من قبل ديساين إيليجينس (DesignIntelligence). صنفت مجلة يو إس نيوز آند وورد ريبورت أيضًا برامج ممارسات الفنون والتصميم الصناعي والإعلام في مركز الفنون ضمن أفضل 20 كلية للدراسات العليا في الولايات المتحدة مؤخرًا، أدى التأثير المتزايد لبرامج السينما في مركز الفن إلى تصنيف الكلية بين هوليوود ريبورتر. الصورة قائمة المدارس العالمية أعلى 25 أفلام.

## خدمات
تمتلك كلية مركز فنون التصميم حرمين جامعيين في باسادينا: الحرم الجامعي هيلسايد والحرم الجامعي الجنوبي.

### الحرم الجامعي هيلسايد

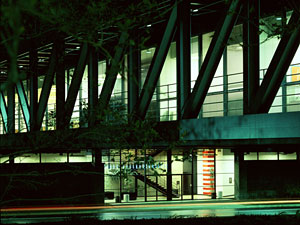
صورة للحرم الجامعي هيلسايد في الليل

تم تصميم الحرم الجامعي هيلسايد من قبل المهندس المعماري الحديث كرايغ إلوود في نوفمبر 1974. امتد «بناء الجسر» على أرويو والطريق على 175 أكر (71 ها) في التلال فوق باسادينا. تم افتتاح المبنى في عام 1976، وتم توسيعه لاحقًا بالجناح الجنوبي، الذي صممه زميل إلوود السابق جيمس تايلر، وتم تشييده بين 1989-1991. يضم الحرم الجامعي هيلسايد فصولًا دراسية ومساحة استوديو، ومختبرات كمبيوتر متعددة، ومكتبة، ومتجر نماذج بأدوات تقليدية بالإضافة إلى تقنيات النماذج الأولية السريعة، ومرافق الرسم، ومختبر استكشاف الألوان والمواد والاتجاهات (CMTEL)، ومختبر محاكاة داخلي (تلقائي)، ومراحل الصور والأفلام مع مرافق الطباعة والتحرير، ومعرض الطلاب المنسق ومعرض خارجي، كلاهما مفتوح للجمهور. تم تصنيف الحرم الجامعي هيلسايد كنصب تاريخي من قبل مدينة باسادينا.

### الحرم الجنوبي
تم افتتاح الحرم الجنوبي في عام 2004 في منشأة سابقة لاختبار الطائرات تم بناؤها خلال الحرب العالمية الثانية. تم تجديده من قبل شركة دالي جينيك (بالإنجليزية: Daly Genik)‏ التي يقع مقرها في سانتا مونيكا، ويضم استوديوهات واستوديوهات الخريجين، ومساحة عرض لكل من هذين البرنامجين، ومحل طباعة، واستوديو الحروف، والبرامج العامة مثل مركز الفنون الليلي، مركز الفنون للأطفال، مختبر التعلم القائم على التصميم. هناك 16,000 قدم مربع (1,500 م2) مساحة المعرض المعروفة باسم نفق الرياح، والتي تعد حاليًا موطنًا لبرنامج ممارسات تصميم الوسائط.
في عام 2012، أعلنت الكلية عن توسيع الحرم الجامعي الجنوبي من خلال الاستحواذ على عقار سابق للخدمة البريدية الأمريكية بجوار الحرم الجامعي الحالي، والذي أصبح ممكنًا تمامًا من خلال الجهود الخيرية للكلية. في ذلك الوقت، عينت الكلية مايكل مالتزان للهندسة المعمارية كشريك لها في تخطيط المساحات الأكاديمية وتوسيع مواردها التعليمية.
في عام 2014، أعلن الكلية عن هدية بقيمة 2 مليون دولار لإنشاء مركز هوفميتز ميكلن (بالإنجليزية: Hoffmitz Milken)‏ للطباعة «لتعزيز البحث والتعليم وفهم تصميم أشكال الحروف». تم تسمية المركز على اسم معلمة الطباعة بمركز الفنون ليه توبي هوفميتز ميلكن البالغة من العمر 20 عامًا وقد تم تقديم الهدية التأسيسية من قبل مؤسسة عائلة لويل ميلكن.

## روابط خارجية
- الموقع الرسمي